# Orimarga subtartarus
Orimarga subtartarus är en tvåvingeart som beskrevs av Alexander 1946. Orimarga subtartarus ingår i släktet Orimarga och familjen småharkrankar. Inga underarter finns listade i Catalogue of Life.